# Mariano González Maroto
Mariano González Maroto genannt Nano (* 27. Oktober 1984 in Málaga, Spanien) ist ein spanischer Fußballspieler, der aktuell für den Lincoln Red Imps FC spielt.

## Karriere
Nano begann seine Karriere 2003 in Fuengirola beim dort ansässigen CD Fuengirola. Bis zum Sommer 2009 spielte er für diverse Vereine wie z. B. dem FC Barcelona B in der Segunda División B, der dritthöchsten Spielklasse Spaniens. 2009 wechselte er zu FC Cádiz und nahm erstmals in der zweithöchsten Liga, der Segunda División teil. Nach dem Abstieg des Vereins am Ende der Saison blieb er nach diversen Vereinswechseln bis 2013 in Spanien. Im Sommer des gleichen Jahres unterzeichnete Nano einen Vertrag bei Panathinaikos Athen in Griechenland. Für Nano war dies somit nicht nur der erste Wechsel ins Ausland, sondern auch das erste Mal, dass der Spieler zu einem Erstligaverein wechselte.

## Erfolge
- Griechischer Pokalsieger: 2014

| Personendaten    | Personendaten             |
| ---------------- | ------------------------- |
| NAME             | González Maroto, Mariano  |
| ALTERNATIVNAMEN  | Nano                      |
| KURZBESCHREIBUNG | spanischer Fußballspieler |
| GEBURTSDATUM     | 27. Oktober 1984          |
| GEBURTSORT       | Málaga, Spanien           |